# 不丹广播公司
不丹广播公司（简称BBS）是不丹的国家广播电视台，由不丹政府出资成立。此外，不丹广播公司是目前不丹唯一同时提供广播和电视服务的机构。
不丹广播公司的英语名称中，的直译是「不丹广播服务」。

## 概况

### 广播
长期以来，不丹全国都没有现代化通讯设施。1973年，“不丹全国青年协会”（英語：National Youth Association of Bhutan，NYAB）开始以“NYAB电台”的名义，使用从首都廷布一家电报局租用的发射机，每逢周日进行广播，每次半个小时，播出内容包括新闻和音乐。1979年不丹政府接管了NYAB电台，1986年NYAB电台更名为“不丹广播公司”。
1991年，不丹广播公司引进了先进的播出设备，使得短波广播覆盖全国，并大幅增加广播时间。2000年，不丹广播公司开始在全国各地开通调频广播，到了2005年，调频广播已经覆盖全国。2009年，不丹广播公司电台实现了24小时播音。每天以宗卡语、英语、仓洛语和尼泊尔语四种语言进行广播。

### 电视
1999年9月2日，也就是不丹时任国王吉格梅·辛格·旺楚克登基25周年纪念日当天晚上，不丹广播公司进行了不丹历史上首次电视广播。这也意味着不丹成为世界上最后开通电视服务的国家之一；而此前很长一段时间之内，收看电视在不丹属于违法行为。节目以宗卡语和英语播出。开播初期，电视信号仅能覆盖廷布附近；2006年2月，由于频道上星，得以覆盖全国。
开播初期，每天只有一个小时的节目（19:00 - 20:00）；2004年增加到4个小时（18:00 - 22:00），2008年又增加到5个小时（18:00 - 23:00）；之后又增加了白天时段，内容为前一晚节目的重播，每逢周末还会在15:00 - 18:00播出娱乐节目。目前，不丹广播公司拥有两条电视频道，其中BBS 2已实现24小时播出，15:00 - 23:00为首播，当天23:00 - 次日7:00、次日7:00 - 15:00重播。

## 争议
尽管不丹广播公司在不丹国内很受欢迎，然而经营不善的局面阻碍了其发展。
2012年12月6日，印度情報局向不丹广播公司发出警告，并将其列入“散布反印言论”的“不受欢迎频道”中。此举招致不丹官方的抗议。